# 奥莱塔 (上科西嘉省)
奥莱塔（法語：Oletta，法語發音：[ɔlɛta]）是法国上科西嘉省的一个市镇，属于卡尔维区。

## 地理
奥莱塔（42°37'57"N, 9°21'20"E）面积26.61 平方千米，位于法国上科西嘉省，该省份位于科西嘉北部，后者为地中海西部的一座岛屿，也是法国的一个单一领土集体，位于法国大陆部分的东南面，意大利半島的西面，最临近的地块是撒丁岛。
与奥莱塔接壤的市镇（或旧市镇、城区）包括：比古利亚、富里亚尼、圣弗洛朗。

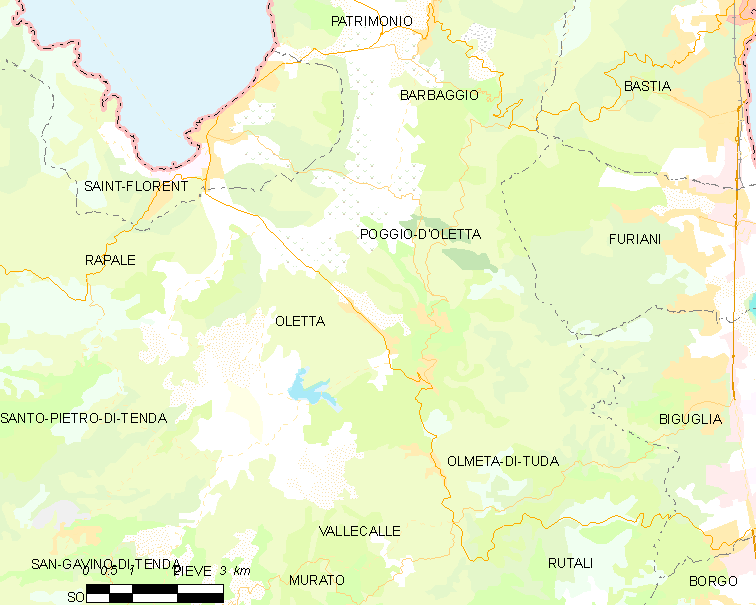
的OSM定位图

奥莱塔的时区为UTC+01:00、UTC+02:00（夏令时）。

## 行政
奥莱塔的邮政编码为20232，INSEE市镇编码为2B185。

## 政治
奥莱塔所属的省级选区为比古利亚-内比奥县。

## 人口

1962-2008年间人口变化图示

奥莱塔于2022年1月1日时的人口数量为1816人。